# Kelly Preston
Kelly Kamalelehua Smith, thường được biết đến với nghệ danh Kelly Preston (13 tháng 10, 1962 – 12 tháng 7, 2020), là một nữ diễn viên và cựu người mẫu người Mỹ.

## Đời sống cá nhân
Preston kết duyên cùng Kevin Gage năm 1985 và ly dị anh ta năm 1987. She cũng có mối quan hệ với George Clooney; Clooney cho Preston một con heo tên Max, và cô ta giữ con heo này khi 2 người chia tay. Preston có đính hôn với Charlie Sheen năm 1990, nhưng kết thúc mối quan hệ khi anh ta vô tình bắn trúng tay cô.

### John Travolta
Preston gặp John Travolta năm 1987 khi đang quay phim The Experts. Họ thành hôn năm 1991. Hai người qua Paris trên máy bay Concorde để làm lễ cưới tại Hotel de Crillon (gần Place de la Concorde) - ngày 5 tháng 9 năm 1991. Nhưng đám cưới thứ hai phải cử hành vì đám cưới thứ nhất không hợp lệ. Đám cưới thứ hai tiến hành một tuần sau đó, ngày 12 tháng 9 cùng năm, ở Daytona Beach, Florida.
Họ có ba con: Jett (tháng 4 năm 1992 - 2 tháng 1 năm 2009), Ella Bleu (sinh ngày 3 tháng 4 năm 2000) và Benjami Hunter Kaleo (sinh ngày 23 tháng 11 năm 2010). Tháng 2, 2009, Jett chết khi gia đình đang đi nghỉ mát ở Bahamas. Lý do cái chết được coi là do kinh phong. Jett bị bệnh Kawasaki disease khi còn nhỏ và có lên kinh phong trong quá khứ.
Tháng 5 năm 2010, Travolta và Preston cho biết là Kelly đang mang thai. Năm 48 tuổi, Preston sinh ra một đứa con trai tên Benjamin Hunter Kaleo, ngày 23 tháng 11 năm 2010.

## Sự nghiệp điện ảnh
| Năm  | Tên                                      | Vai diễn                     | Notes                                         |
| ---- | ---------------------------------------- | ---------------------------- | --------------------------------------------- |
| 1980 | Hawaii Five-O                            | Wendy                        | Episode: "For Old Times Sake"                 |
| 1982 | Capitol                                  | Gillian McCandless           | TV series                                     |
| 1983 | Quincy M.E.                              | Ginger Reeves                | Episode: "On Dying High"                      |
| 1983 | 10 to Midnight                           | Doreen                       |                                               |
| 1983 | CHiPs                                    | Anna                         | Episode: "Things That Go Creep in the Night"  |
| 1983 | Metalstorm: The Destruction of Jared-Syn | Dhyana                       |                                               |
| 1983 | Christine                                | Roseanne                     |                                               |
| 1983 | Lone Star                                | Redhead                      | TV movies                                     |
| 1983 | For Love and Honor                       | Mary Lee                     | 1983–1984 (12 tập)                            |
| 1984 | Riptide                                  | Sherry Meyers                | Episode: "The Hardcase"                       |
| 1984 | Blue Thunder                             | Amy Braddock                 | Episode: "The Long Flight"                    |
| 1985 | Mischief                                 | Marilyn McCauley             |                                               |
| 1985 | Secret Admirer                           | Deborah Anne Fimple          |                                               |
| 1986 | SpaceCamp                                | Tish Ambrosei                |                                               |
| 1986 | 52 Pick-Up                               | Cini                         |                                               |
| 1987 | Love at Stake                            | Sara Lee                     |                                               |
| 1987 | A Tiger's Tale                           | Shirley Butts                |                                               |
| 1987 | Amazon Women on the Moon                 | Violet                       | Segment, "Titan Man"                          |
| 1988 | Twins                                    | Marnie Mason                 |                                               |
| 1988 | The Experts                              | Bonnie                       |                                               |
| 1988 | Spellbinder                              | Miranda Reed                 |                                               |
| 1990 | Tales from the Crypt                     | Linda                        | Episode: "The Switch"                         |
| 1991 | Run                                      | Karen Landers                |                                               |
| 1991 | The Perfect Bride                        | Laura                        | TV movie                                      |
| 1992 | Only You                                 | Amanda Hughes                |                                               |
| 1993 | The American Clock                       | Diana Marley                 | TV movie                                      |
| 1994 | Love Is a Gun                            | Jean Starr                   |                                               |
| 1994 | Double Cross                             | Vera Blanchard               |                                               |
| 1994 | Cheyenne Warrior                         | Rebecca Carver               | TV movies                                     |
| 1995 | Little Surprises                         | Ginger                       | TV movies                                     |
| 1995 | Mrs. Munck                               | Young Rose                   |                                               |
| 1995 | Citizen Ruth                             | Rachel                       |                                               |
| 1996 | From Dusk till Dawn                      | Kelly Hogue                  |                                               |
| 1996 | Curdled                                  | Kelly Hogue                  |                                               |
| 1996 | Jerry Maguire                            | Avery Bishop                 |                                               |
| 1997 | Addicted to Love                         | Linda                        |                                               |
| 1997 | Nothing to Lose                          | Ann Beam                     |                                               |
| 1998 | Holy Man                                 | Kate Newell                  |                                               |
| 1998 | Jack Frost                               | Gabby Frost                  |                                               |
| 1999 | For Love of the Game                     | Jane Aubrey                  |                                               |
| 2000 | Bar Hopping                              | Bebe                         | TV movie                                      |
| 2000 | Battlefield Earth                        | Chirk                        | Razzie Award for Worst Supporting Actress     |
| 2001 | Daddy and Them                           | Rose                         |                                               |
| 2002 | Fear Factor                              | Herself                      |                                               |
| 2003 | View from the Top                        | Sherry                       |                                               |
| 2003 | What a Girl Wants                        | Libby Reynolds               |                                               |
| 2003 | The Cat in the Hat                       | Joan Walden                  |                                               |
| 2004 | Eulogy                                   | Lucy Collins                 |                                               |
| 2004 | Return to Sender                         | Susan Kennan                 |                                               |
| 2004 | Joey                                     | Donna Di Gregorio            | tập: "Joey and the Dream Girl: Parts 1 and 2" |
| 2005 | Fat Actress                              | Quinn Taylor Scott           | 4 tập                                         |
| 2005 | Sky High                                 | Josie Stronghold / Jetstream |                                               |
| 2006 | Broken Bridges                           | Angela Dalton                |                                               |
| 2007 | Death Sentence                           | Helen Hume                   |                                               |
| 2008 | Struck                                   | Trista                       |                                               |
| 2008 | Medium                                   | Meghan Doyle                 | 4 tập                                         |
| 2008 | The Tenth Circle                         | Laura Stone                  | TV movie                                      |
| 2008 | Suburban Shootout                        | Camilla Diamond              | TV series                                     |
| 2009 | Old Dogs                                 | Vicki                        |                                               |
| 2010 | Casino Jack                              | Pam Abramoff                 |                                               |
| 2010 | The Last Song                            | Kim                          |                                               |
| 2010 | From Paris with Love                     | Woman on Eiffel tower        | uncredited cameo                              |
| 2012 | Gotti: In The Shadow of my Father        | Victoria "Vicki" Gotti       | post-production                               |